# Маслово (Думіницький район)
Маслово (рос. Маслово) — присілок в Думіницькому районі Калузької області Російської Федерації.
Населення становить 130 осіб. Входить до складу муніципального утворення Присілок Маслово.

## Історія
Від 2004 року входить до складу муніципального утворення Присілок Маслово.

## Населення
| 2002 | 2010 |
| ---- | ---- |
| 163  | ↘130 |